# Lékaři bez hranic

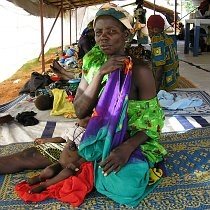
Matka s podvyživeným dítětem v centru Lékařů bez hranic v Nigeru

Lékaři bez hranic (francouzsky Médecins Sans Frontières, anglicky Doctors Without Borders, německy Ärzte ohne Grenzen) je sekulární humanitární nezisková organizace, která se zaměřuje na poskytování zdravotní péče obětem přírodních katastrof, válečných konfliktů, epidemií či vyloučení ze zdravotní péče. Organizace byla založena v roce 1971 a ve světě je známa pod francouzskou zkratkou „MSF“.

## Vznik organizace a její působení
Organizace „Lékaři bez hranic“ byla založena skupinou francouzských lékařů a novinářů v reakci na nigerijskou občanskou válku. Zakladatelé organizace věřili, že každý člověk má právo na poskytnutí krizové lékařské pomoci bez ohledu na rasu, náboženské vyznání či politické přesvědčení a že potřeby člověka jsou nadřazeny hranicím země.
Lékaři bez hranic jsou celosvětovým hnutím, jehož jádro tvoří 24 členských asociací. Formální ústředí organizace sídlí v Ženevě (Švýcarsko). Organizaci dále tvoří 28 národních kanceláří a 5 operačních center, která řídí jednotlivé humanitární a zdravotnické projekty. Operační centra, sídlící v Paříži, Ženevě, Bruselu, Amsterdamu a Barceloně, jednají koordinovaně, avšak samostatně.
V projektech v terénu mají Lékaři bez hranic kolem 2 600 mezinárodních spolupracovníků (např. lékařů, zdravotních sester, porodních asistentek, farmaceutů, psychologů, logistiků či administrátorů), po jejichž boku pracuje přibližně 30 000 místních zaměstnanců. V zázemí pro organizaci pracuje dále kolem 2 500 stálých zaměstnanců, kteří organizují projekty na úrovni jednotlivých operačních center, či se starají o nábor dobrovolníků pro mise, fundraising a informování o situaci v oblastech humanitárních krizí.
Lékaři bez hranic jsou financováni zejména ze soukromých zdrojů, což zajišťuje operační nezávislost na politických, vojenských či ekonomických zájmech vlád a oficiálních mezinárodních institucí. V roce 2013 zajistili soukromí dárci, jichž bylo více než 5 milionů, celkem 89 % příjmů organizace. Zbytek příjmů tvořily granty vlád a institucí. Celosvětové příjmy organizace byly v témže roce 1,01 miliardy eur a celkové výdaje 953 milionů eur.
Organizace aktivně poskytuje zdravotní péči a lékařské zaškolení pro obyvatelstvo ve více než 70 zemích světa a často se dožaduje toho, aby za konflikty ve válečných zónách (jako např. v Čečensku či Kosově) byla převzata politická zodpovědnost. Jen jednou za celou svou existenci musela organizace zažádat o vojenskou intervenci, a to v roce 1994 během genocidy ve Rwandě. Aby mohla organizace poskytovat nezávislou a nestrannou pomoc, její jednání nepodléhá žádným politickým, náboženským či ekonomickým zájmům.
Současným mezinárodním prezidentem organizace je Cristos Christou. 

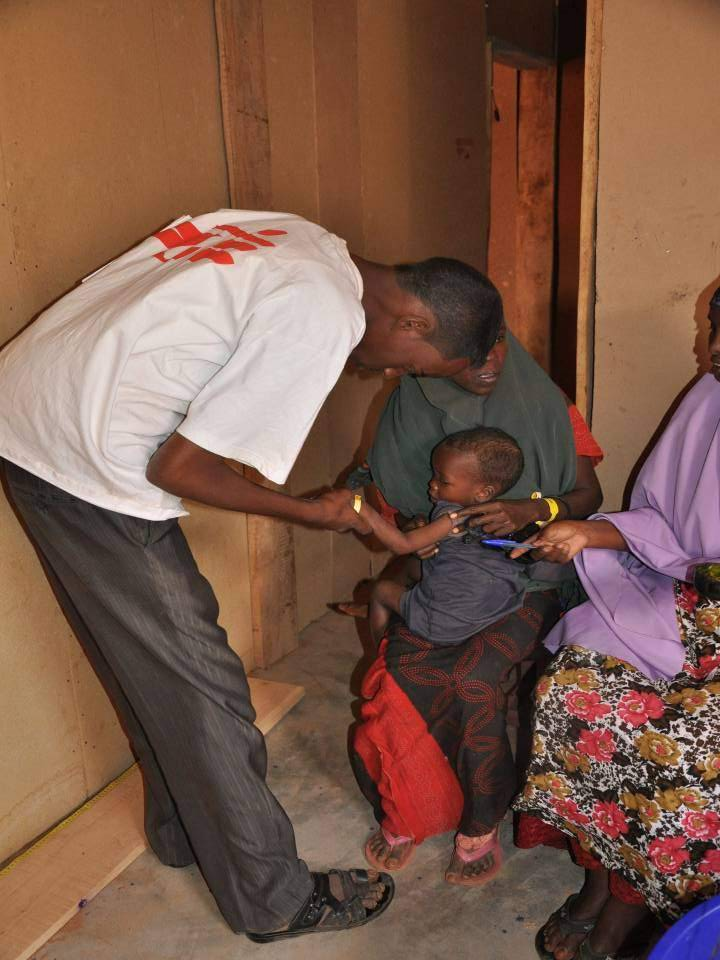
Boj s dětskou podvýživou v Etiopii, 2005

## Mise
Jednou z prvních misí, kterou Lékaři bez hranic absolvovali, byl zásah v hlavním městě Nikaragui Managua, které v roce 1972 postihlo zemětřesení. Zahynulo při něm na 30 000 lidí. Organizace, která je dnes známá svou rychlou reakcí na vzniklé krizové situace, dorazila na místo tři dny po tom, co Červený kříž zorganizoval záchrannou misi. V září roku 1974 udeřil ve středoamerickém státě Honduras hurikán Fifi a následné záplavy připravily o život tisíce lidí. V tomto roce se tak Lékaři bez hranic vydali na svou první dlouhodobou misi.
Poté, co v letech 1975–1979 došlo ke kapitulaci Jižního Vietnamu, se rozhodly miliony Kambodžanů emigrovat do Thajska, aby se vyhnuly Rudým Khmerům. Lékaři bez hranic tak začali v Thajsku zakládat své první uprchlické tábory. Když se Vietnam v roce 1989 z Kambodži stáhl, organizace zde zahájila dlouhodobou misi na pomoc přeživším masového zabíjení a na znovuvybudování kambodžského zdravotnického systému. Ačkoli právě zásah v Thajsku na pomoc obětem války z jihovýchodní Asie by mohl být považován za první válečnou misi této organizace, její členové to tak nevidí. Za první misi v nefalšované válečné zóně, kde byli vystaveni i palbě znepřáteleného území, považují až zásah v Libanonu v roce 1976. Během této občanské války si Lékaři bez hranic získali věhlas díky své nestrannosti a ochotě pomáhat i během ostřelování.

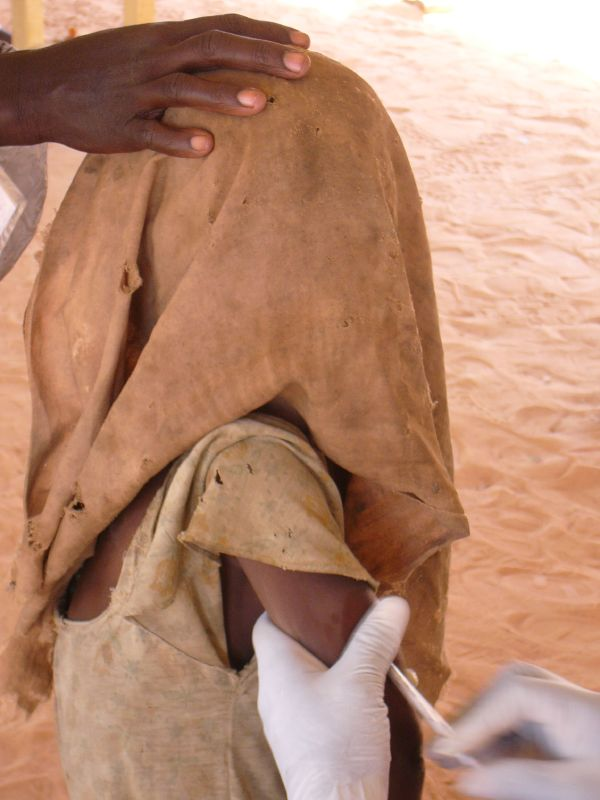
Očkování dětí v utečeneckém táboře, Čad, 2005

## Násilí vůči pracovníkům MSF
- 2001 – uneseni dva pracovníci MSF v Kolumbii a Čečensku: po šesti a osmi měsících bez újmy propuštěni.
- 2002 – v Dagestánu byl unesen koordinátor lékařů MSF Arjan Erkel. Aktivity v Dagestánu a Čečensku jsou přerušeny. Po 20 měsících zajetí, 11. dubna 2004, byl Erkel propuštěn. Jeho únos téměř znemožnil účinnou pomoc válkou postiženému obyvatelstvu v regionu.
- 2. června 2004 – v Afghánistánu zastřeleno pět pracovníků organizace. Zemřeli při útoku na své vozidlo v severozápadní provincii Bádghís. Ačkoli tehdy byli MSF na území zmítaných násilnými konflikty aktivní již více než 30 let, nemá takový cílený vražedný útok v historii organizace obdoby. V Afghánistánu tehdy MSF působili více než 24 let.[2]
- září 2013 – prezident Lékařů bez hranic Unni Karunakara v rozhovoru pro Český rozhlas potvrdil, že spolupracovníci hnutí v Sýrii jsou vystaveni útokům a zastrašování.[3]
- 3. října 2015 – 12 pracovníků zemřelo při bombardování nemocnice MSF v Kundúzu. Útok vedly americké a afghánské ozbrojené síly.
- 10. ledna 2016 – nemocnice v Jemenu, podporovaná MSF, bombardována, zemřelo pět osob, dalších deset bylo zraněno, z toho tři spolupracovníci organizace. Útok provedla koalice vedená Saúdskou Arábií.[4]
- 18. listopadu 2023 – během války v Pásmu Gazy byl v Gaze napaden evakuační konvoj vozidel Lékařů bez hranic, což mělo za následek smrt dvou rodinných příslušníků pracovníků Lékařů bez hranic, z nichž jeden byl dobrovolník podporující Lékaře bez hranic v nemocnici Šífa. Lékaři bez hranic uvedli, že „Lékaři bez hranic se domnívají, že všechny prvky naznačují odpovědnost izraelské armády za tento útok“.[5]

## Ocenění

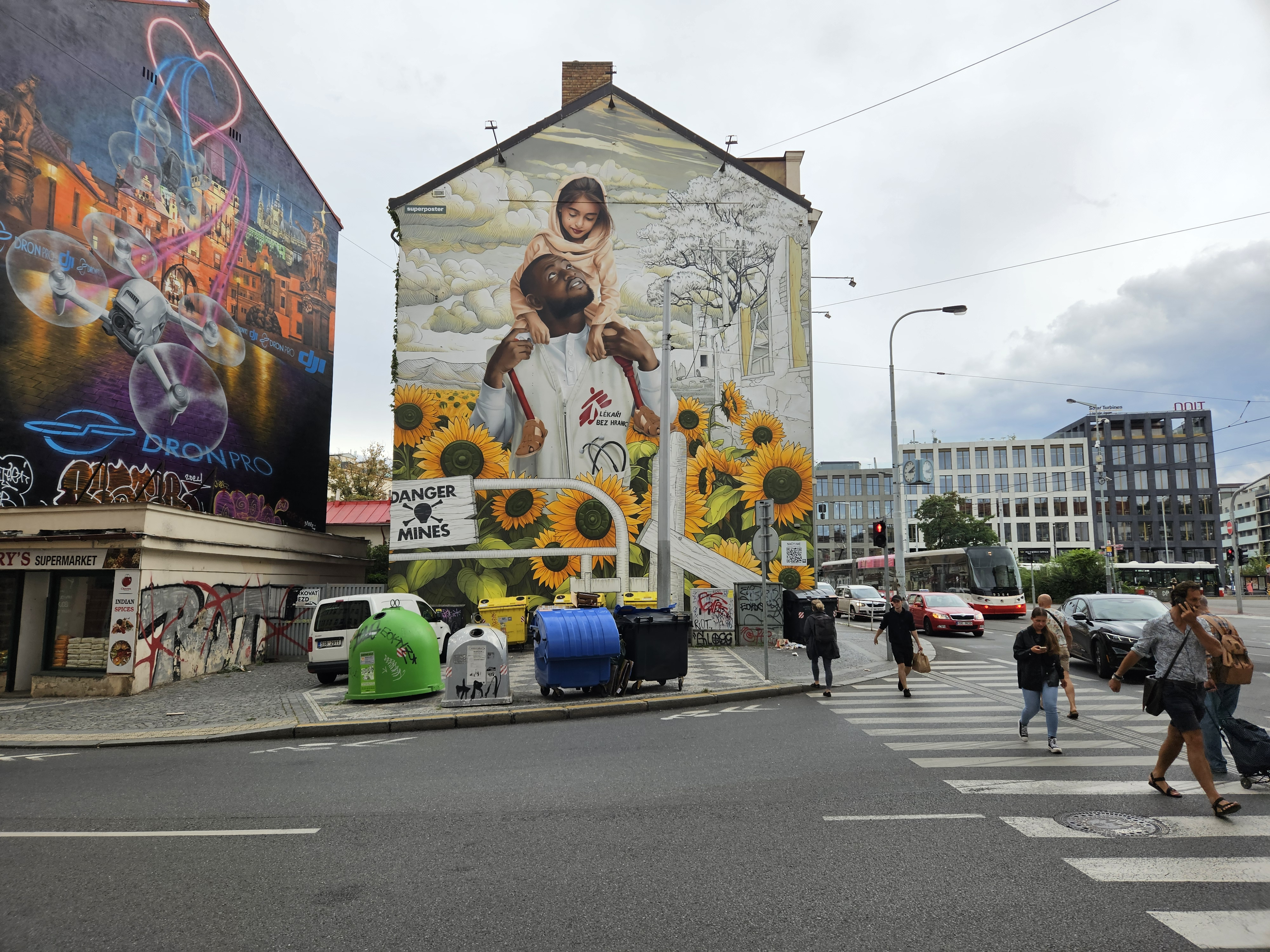
Tematické graffiti na budově v Pražském Smíchově

Lékaři bez hranic získali v roce 1999 Nobelovu cenu míru za zásluhy v oblasti poskytování zdravotní péče v akutních krizových situacích a také za zvýšení mezinárodního povědomí o možných humanitárních katastrofách.

## Kritika
Italská prokuratura se zabývala podezřením, že Lékaři bez hranic se během evropské migrační krize podíleli na nelegálním převozu migrantů do Itálie.
V červnu 2018 obvinilo několik bývalých pracovnic členy organizace, že si na misi v Africe využívali služeb místních prostitutek. Za služby jim platili i léky.